# 小松千絵
小松 千絵（こまつ ちえ、1990年9月14日 - ）は、山梨放送（YBS）のアナウンサー。元RSK山陽放送アナウンサー。長野県松本市出身。長野県松本県ヶ丘高等学校、法政大学法学部政治学科卒業。

## 来歴
2014年 RSK山陽放送に入社（同期は田村真梨）。
2019年 YBS山梨放送に入社（同期は深田幹規、田中千尋、荒木美穂（以上新卒）、森田絵美（中途））。

## 人物・エピソード
- 趣味はスポーツ観戦、宝塚歌劇鑑賞、一人カラオケ、ジャズダンス、資格取得、ビールを飲むこと[2]、オカリナ[2]
- 特技はY字バランス、欅坂46のダンス[2]
- 免許・資格 - 漢検2級、秘書検定2級、ダイエット検定1級、サッカー公認審判員4級、豆腐マイスター
- 宝塚歌劇団の大ファンであり、高校時代は宝塚を目指し、KIEミュージカルスクールへ通い、歌やジャズダンスのレッスンを重ねた[3]。
- 1浪の末、法政大学へ進学。同大学自主マスコミ講座出身。
- 学生時代は横浜FCの場内アナウンサーであるフリエアナをしていた。
- 2016年瀬戸内国際芸術祭「玉野SEA1000人達歩〜船出」に参加、1000人の出演者とともにタップダンスを披露[4]。
- 2017年11月19日にはRSKテレビ60周年を記念した山陽放送主催の岡山市民ミュージカル「オランダおイネあじさい物語」にて、アナウンサーながらオーディションで主役の楠本イネ役に選ばれ、好演。作品が第19回岡山芸術文化賞の準グランプリを受賞した[5]。
- 2020年9月7日、山梨放送に移籍後の小松にとって古巣であるRSKのラジオ番組『表町LIVE!あもーれ!マッタリーノ』に電話出演した。この日の放送は、それぞれ親交のある坂俊介と相田翔吾が担当していた[6]。
- 2020年12月7日・14日放送[注 1] の中京テレビ「オードリーさん、ぜひ会ってほしい人がいるんです。」に2週にわたって出演した。後編では山梨放送ラジオ制作部ディレクターの内田とともに出演（内田はリモート出演）し、内田への不満を語った[7]。
- 2022年8月5日、文化放送「おとなりさん」内、「教えて！全国☆ラジオスター」コーナーにリスナーの推薦を受けてゲスト出演（リモート）した[8]。
- 2023年11月22日、広島FM「江本一真のゴッジ」の方言女子46のコーナーにゲスト出演した際、番組に届いた応援メッセージが過去最高の数に達した[9]。
- 2023年12月12日、タイ・チャーン・アリーナで開催された、AFCチャンピオンズリーグ（ACL）グループH第6節 ブリーラム・ユナイテッドFCvsヴァンフォーレ甲府の試合を、休暇を取得して元同僚の岡本桃香と現地観戦した。その間休暇中にもかかわらず現地からラジオ番組に電話出演しレポートした[10][11][12][13]。また、自身がキャスターを務めるテレビ番組「山梨スピリッツ」のXアカウントに「長野県松本市出身 #ヴァンフォーレ甲府 熱烈サポーター 喜びの声」とファン対象のインタビューに登場し[14]、注目を集めた[15]。
- 2024年9月29日、午後1時より富士山の銘水スタジアムにて開催されたプレナスなでしこリーグ2部第18節 FCふじざくら山梨vsディアヴォロッソ広島 の試合の実況を担当した。山梨放送の女性アナウンサーがサッカー実況、スポーツライブ実況を担当することは史上初のことであった[16][17]。試合は山梨放送公式Youtubeチャンネルでライブ配信され、試合後はアーカイブが配信されている[18]。
- 2025年3月30日、TBSラジオ「ONE-J」の「年度末恒例！JRNアナウンサーのど自慢大会」に同局アナウンサーの今田舞と『魔法使いサリーのうた』を歌い、優勝した[19]。
- 2025年6月22日、自身のSNSにて、防災士の資格を取得したことを報告した。きっかけは西日本豪雨の際の災害報道で 自分の至らなさを痛感したことによるとのこと[20]。

### 交友関係
- 元TBSアナウンサーの品田亮太や、元静岡放送アナウンサーの黒田菜月は法政大学自主マスコミ講座の同期。黒田とは今でも親交がある[21]。
- YBSに同時期に入社した森田絵美は同年3月までNHK岡山放送局に勤務しており、小松と同じく岡山・香川エリアの放送局で活動していた関係で当時から親交がある。
- YBSと同じ山梨県のテレビ局である元テレビ山梨のアナウンサー・山崎薫子と親交がある事を明かしている[22]。
- テレビ愛知の岡田愛マリーアナウンサーは、宝塚音楽学校の受験生の頃から親交がある[23]。
- 上記エピソードの通り、2023年9月末でYBSを退職したフリーアナウンサー・岡本桃香とは、退職後も親交がある。

## 受賞歴
- 2020年度、第46回アノンシスト賞・優秀賞（CM部門）[24]
- 2021年度、第59回ギャラクシー賞・奨励賞[25]
  - 2021年9月19日に深田幹規と担当した「YBSラジオSDGs特別番組 #生理MEETING〜わたしらしく生理整頓〜」[26] で受賞。
  - リスナーからの反響も大きく、2022年11月27日に「YBSラジオSDGs 生理MEETING 2022」を放送[27]。
- 2024年、第45回NNSアナウンス大賞・優秀賞（ラジオ部門）[28][29]

## 出演番組

### YBS山梨放送時代
テレビ
- YBSワイドニュース
  - メインキャスター（木・金担当・2025年4月3日 - ）
- 山梨スピリッツ（2019年4月7日 - 2025年3月30日）
- YBSニュース
- ててて!TV
  - 「とんでけ！中継」（2019年4月3日[30] - 2021年3月、水曜日→火曜日）
  - ナレーション（2021年4月 - ）
- 24時間テレビ 愛は地球を救う43（2020年） - 山梨放送メインパーソナリティ（深田幹規と担当）[31]

ラジオ
- ひる前らじお うるさごぜん
  - 木・金曜パーソナリティ（2021年4月1日[32] - 2022年3月31日）
  - 木曜パーソナリティ（2022年4月7日 - 2025年27日）
  - 水曜パーソナリティ（2024年4月3日 - 2025年3月26日）
  - 月・火曜パーソナリティ（2025年3月31日 - ）
- はみだし しゃべくりラジオ キックス
  - 木曜日担当（山田ルイ53世と、2019年4月 - 2021年3月）
  - 月曜日担当（いしいそうたろうと2022年4月4日 - 2024年3月25日）
- 安心やまなしメモ（山梨県の広報番組）- 毎月最終金曜日の夕方に放送
- Bloomin' （2022年4月2日[33] - 2023年3月25日[34]）
- YBSラジオニュース - 山梨スピリッツの放送後の、日曜日の17:50からの枠を担当することが多い。また、うるさごぜんを担当する木曜日の早番も不定期で担当している。
- ラララ♪モーニング
  - 金曜パーソナリティ（2020年4月3日[35] - 2021年3月26日[36]）
- 山梨INDEX

### RSK山陽放送時代
テレビ
- RSKイブニング5時月・金曜日MC
- スカパー！Jリーグ中継ファジアーノ岡山ベンチリポート担当（2015年4月-2016年11月）
- 恋するスマホ女子部
- RSK4時なま月・金曜日MC
- ユタンポ
- 晴れの国　生き活きテレビ
- 各種スポーツ中継リポーター
- RSKニュース（随時）

ラジオ
- 朝です。全員起立
- リンだとRiN太の土曜番長
- ファジアーノ岡山戦中継レポーター
- 竜香のあぶない8時（電話出演 2018年12月10日。MROラジオ）
- RSKラジオニュース（随時）